# Borovets

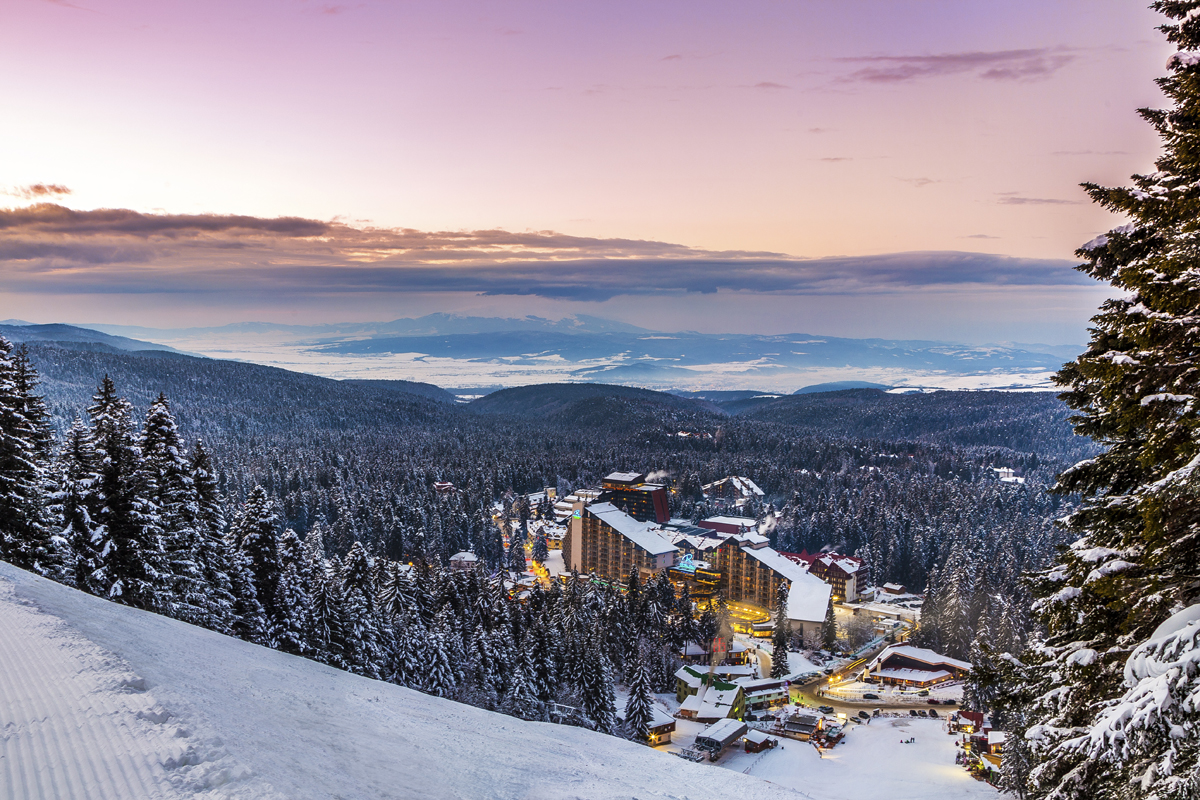
Uma olhada em alguns dos grandes hotéis do resort. No fundo está Vitosha.

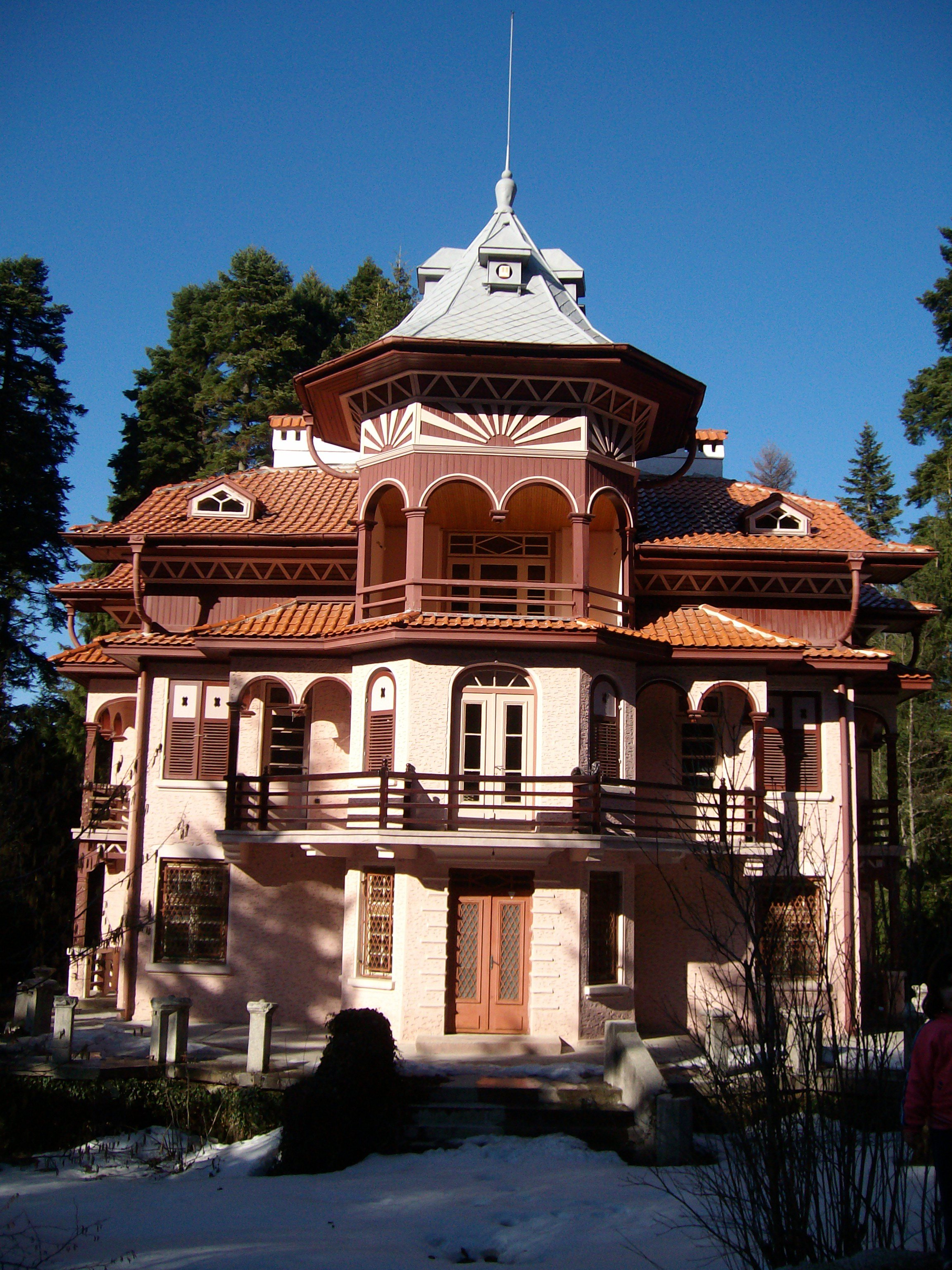
Antiga villa renovada no resort do início do século XX. Semelhante ao Sinaia.

Borovets é a primeira e maior estância de esqui da Bulgária. 
Ele está localizado na encosta norte de Rila. A sua construção começou como um aldeamento turístico em 1896. As pistas de esqui situam-se a uma altitude entre 1300 e 2560 metros.
Borovets, juntamente com Bansko, são as grandes estâncias de esqui mais meridionais da Europa. Borovets localiza-se na latitude de Vigo e Bansko em Braga.
No século XXI, foi iniciado um projecto especial de investimento para a sua construção como super resort da Simeão II da Bulgária, o qual ainda não foi implementado. O ex-rei búlgaro possui propriedades familiares e florestas na área do resort. 